# 14487 Sakaisakae
14487 Sakaisakae eller 1994 TU2 är en asteroid i huvudbältet som upptäcktes den 2 oktober 1994 av de båda japanska astronomerna Kazuro Watanabe och Kin Endate vid Kitami-observatoriet. Den är uppkallad efter amatörastronomen Sakae Sakai.